# Andrej Zubkov
Andrej Jur'evič Zubkov (in russo Андрей Юрьевич Зубков?; Čeljabinsk, 29 giugno 1991) è un cestista russo.

## Carriera
Con la Russia ha disputato i Campionati mondiali del 2019 e due edizioni dei Campionati europei (2015, 2017).

## Palmarès
- VTB United League: 1

Zenit San Pietroburgo: 2021-2022
- Coppa di Russia: 1

Zenit San Pietroburgo: 2023-2024
- Supercoppa VTB United League: 2

Zenit San Pietroburgo: 2022, 2023
- Eurocup: 1

Lokomotiv Kuban: 2012-2013